# Прімож Козмус
Прімож Козмус  (словен. Primož Kozmus, 30 вересня 1979) — словенський легкоатлет, олімпійський чемпіон (2008).

## Виступи на Олімпіадах
| Олімпіада   | Дисципліна     | Місце             |
| ----------- | -------------- | ----------------- |
| Сідней 2000 | метання молота | 38 (кваліфікація) |
| Афіни 2004  | метання молота | 6                 |
| Пекін 2008  | метання молота | 1                 |
| Лондон 2012 | метання молота | 2                 |